# Нова Квасниковка
Нова Квасниковка (рос. Новая Квасниковка) — село у Старополтавському районі Волгоградської області Російської Федерації.
Населення становить 603 особи. Входить до складу муніципального утворення Новоквасниковське сільське поселення.

## Історія
Село розташоване у межах українського історичного та культурного регіону Жовтий Клин.
Згідно із законом від 17 січня 2005 року № 991-ОД органом місцевого самоврядування є Новоквасниковське сільське поселення.

## Населення
| 2010 |
| ---- |
| 603  |